# El Viento (Vichada)
El Viento es un centro poblado de Colombia, perteneciente al municipio de Cumaribo del departamento del Vichada, situado en el oriente del país. Es una población localizada al noroeste del municipio, se constituye en la puerta de entrada al mismo por vía terrestre, sus habitantes son en su gran mayoría campesinos y colonos.

## Propuesta de municipalización
De hace varios años existe una propuesta para la creación de un nuevo municipio colombiano en el departamento de Vichada entre los habitantes de los centros poblados de Guanape, El Progreso, La Catorce, Tres Matas y El Viento.